# Cantanhede e Pocariça
Cantanhede e Pocariça (llamada oficialmente União das Freguesias de Cantanhede e Pocariça) es una freguesia portuguesa del municipio de Cantanhede, distrito de Coímbra.

## Historia
Fue creada el 28 de enero de 2013 en aplicación de una resolución de la Asamblea de la República de Portugal promulgada el 16 de enero de 2013 con la unión de las freguesias de Cantanhede y Pocariça, pasando su sede a estar situada en la antigua freguesia de Cantanhede.

## Demografía
| Gráfica de evolución demográfica de Cantanhede e Pocariça entre 2011 y 2021 |
|                                                                             |
| Datos según el nomenclátor publicado por el INE portugués.                  |